# Gannon-Nunatakker
Die Gannon-Nunatakker sind eine Gruppe aus einem 750 m hohen und markanten Nunatak mit Doppelgipfel sowie aus kleineren Felsvorsprüngen auf der westantarktischen Alexander-I.-Insel. Sie ragen zwischen dem nördlichen Ende der LeMay Range und den Lully Foothills auf.
Der britische Geograph Derek Searle vom Falkland Islands Dependencies Survey kartierte sie 1960 anhand von Luftaufnahmen der US-amerikanischen Ronne Antarctic Research Expedition (1947–1948). Das UK Antarctic Place-Names Committee benannte sie 1977. Namensgeber ist Anthony E. Gannon (* 1945) vom British Antarctic Survey (BAS), der von 1970 bis 1972 als Meteorologe auf der Halley-Station, 1972 als allgemeiner Assistent in Grytviken und von 1973 bis 1975 als Bauarbeiter auf der Stonington-Insel tätig war sowie überdies 1973 an den Vermessungsarbeiten des BAS auf der Alexander-I.-Insel teilgenommen hatte.